# Estertor (película)
Estertor es una comedia negra argentina dirigida por Sofía Jallinsky y Basovih Marinaro estrenada en 2022.

## Historia
Tres empleadas y un empleado asisten a un genocida que padece Alzheimer y cumple prisión domiciliaria en un apartamento de Buenos Aires. Motivados por el aburrimiento, la desidia y la precariedad laboral, encuentran diversión en hostigar al opresor. Su actuación es en parte como venganza pero también como respuesta al hastío del trabajo que realizan. Su comportamiento violento y agresivo no se dirige sólo al antiguo genocida sino también hacia ellos mismos.

## Reparto
- Verónica Gerez,
- Cecilia Marani,
- Sebastián Romero Monachesi,
- Raquel Ameri,
- Antonio Dionisio Vázquez

## Estreno
La película fue estrenada mundialmente en el Festival Internacional de Cine de Gijón en noviembre de 2022.

## Crítica
"Es una comedia tan incómoda que puede dejarte sin respiración" en la que Sofía Jallinsky y Basovih Marinaro, "llevan su vandalismo cinematográfico al terreno de la memoria histórica. Bienvenido sea." Se trata de una propuesta "más salvaje a la hora de ajustar cuentas con los individuos más tétricos del pasado del país" (...) "Cada situación del guion tiene el potencial suficiente para convertirse en una sesión de maltrato ante la que la reacción más inmediata es el pasmo incómodo." señala Daniel de Partearroyo en Cinemanía.

## Premios
- Premio a la Distribución. Festival Internacional de Cine de Gijón 2022[2]